# Engelomyia tarsata
Engelomyia tarsata är en tvåvingeart som först beskrevs av Ignaz Rudolph Schiner 1868.  Engelomyia tarsata ingår i släktet Engelomyia och familjen parasitflugor. Inga underarter finns listade i Catalogue of Life.